# Верхній Любаж
Верхній Любаж (рос. Верхний Любаж) — село в Фатезькому районі Курської області Російської Федерації.
Населення становить 1674 особи. Входить до складу муніципального утворення Верхньолюбазька сільрада.

## Історія
Населений пункт розташований на території українського етнічного та культурного краю Східна Слобожанщина.
Від 2004 року входить до складу муніципального утворення Верхньолюбазька сільрада.

## Населення
| 1939 | 1959  | 1979  | 2002  | 2010  |
| ---- | ----- | ----- | ----- | ----- |
| 1970 | ↗2026 | ↗2350 | ↘1925 | ↘1674 |